# Shillay (îles Monach)
Pour les articles homonymes, voir Shillay.
Shillay (en gaélique écossais: Siolaigh ou Seilaigh) est la plus occidentale des îles Monach (Heisgeir), au large de North Uist dans les Hébrides extérieures. 

## Géologie et géographie
Comme la plupart des autres îles de Monach, Shillay a un sol mince et sablonneux, qui a été gravement érodé naturellement et par une énorme vague au XVIe siècle. En dépit du nom de Ceann Iar , signifiant « promontoire occidental », Shillay est l 'île la plus à l'ouest de l'archipel. 
Il y a plusieurs petits îlots autour de Shillay, y compris Eilean Siorraidh, Odarum (au nord) et Raisgeir. 